# Marjan Radeski
Marjan Radeski (in macedone Марјан Радески?; Prilep, 10 febbraio 1995) è un calciatore macedone, attaccante dello Struga.

## Carriera

### Club
Ha giocato nella massima serie del campionato macedone con l'11 Oktomvri e il Metalurg Skopje.

### Nazionale
Il 18 giugno 2014 esordisce con la nazionale macedone nell'amichevole contro la Cina persa per 2-0.
Nel 2017 partecipa agli Europei Under-21.

## Palmarès

### Club

#### Competizioni nazionali
- Campionato macedone: 4

Škendija: 2017-2018, 2018-2019
Struga: 2022-2023, 2023-2024
- Coppa di Macedonia: 2

Škendija: 2015-2016, 2017-2018

### Individuale
- Miglior giovane calciatore macedone dell'anno: 1

2013